# Eulomalus orbatus
Eulomalus orbatus är en skalbaggsart som beskrevs av Cooman 1937. Eulomalus orbatus ingår i släktet Eulomalus och familjen stumpbaggar. Inga underarter finns listade i Catalogue of Life.